# 1993 LE
1993 LE är en asteroid i huvudbältet som upptäcktes den 14 juni 1993 av den amerikanske astronomen Henry E. Holt vid Palomarobservatoriet.
Asteroiden har en diameter på ungefär 11 kilometer och den tillhör asteroidgruppen Eos.